# 恵那市の地名
- 岐阜県 > 恵那市 > 地名

恵那市の地名では、同市内に存在する町名・字名を一覧にして記す。括弧内は大字の場合は旧自治体名、数字の場合は成立年もしくは廃止年、町名の場合は旧町名である。

## 恵那市発足時
1954年（昭和29年）4月1日、恵那郡大井町、長島町、東野村、三郷村、武並村、笠置村、中野方村、飯地村の2町6村の合併により成立した。成立時の大字を以下に記す。
- 大井町　（旧・大井町）
- 長島町久須見　（旧・長島町）
- 長島町正家　（旧・長島町）
- 長島町永田　（旧・長島町）
- 長島町中野　（旧・長島町）
- 東野　（旧・東野村）
- 三郷町佐々良木　（旧・三郷村）
- 三郷町野井　（旧・三郷村）
- 三郷町椋実　（旧・三郷村）
- 武並町竹折　（旧・武並村）
- 武並町藤　（旧・武並村）
- 笠置町河合　（旧・笠置村）
- 笠置町毛呂窪　（旧・笠置村）
- 笠置町姫栗　（旧・笠置村）
- 中野方町　（旧・中野方村）
- 飯地町　（旧・飯地村）

## 市制施行後に設置
- 武並町新竹折
- 長島町鍋山
- 長島町正家1～3丁目

## 2004年
2004年（平成16年）10月25日、旧・恵那市と恵那郡山岡町、明智町、岩村町、串原村、上矢作町の1市4町1村が合併。旧・恵那市を除く地域で設置。
- 山岡町釜屋　　（旧・山岡町）
- 山岡町上手向　　（旧・山岡町）
- 山岡町久保原　　（旧・山岡町）
- 山岡町下手向　　（旧・山岡町）
- 山岡町田沢　　（旧・山岡町）
- 山岡町田代　　（旧・山岡町）
- 山岡町馬場山田　　（旧・山岡町）
- 山岡町原　　（旧・山岡町）
- 明智町　　（旧・明智町）
- 明智町阿妻　　（旧・明智町）
- 明智町大泉　　（旧・明智町）
- 明智町大田　　（旧・明智町）
- 明智町吉良見　　（旧・明智町）
- 明智町杉野　　（旧・明智町）
- 明智町野志　　（旧・明智町）
- 明智町東方　　（旧・明智町）
- 明智町横通　　（旧・明智町）
- 岩村町　　（旧・岩村町）
- 岩村町飯羽間　　（旧・岩村町）
- 岩村町富田　　（旧・岩村町）
- 串原　　（旧・串原村）
- 上矢作町　　（旧・上矢作町）
- 上矢作町漆原　　（旧・上矢作町）
- 上矢作町小田子　　（旧・上矢作町）
- 上矢作町下　　（旧・上矢作町）

## 参考資料
- 角川日本地名大辞典 21 岐阜県